# Laurel und Hardy: Die Schlacht des Jahrhunderts
Die Schlacht des Jahrhunderts (Dick und Doof – Die Schlacht des Jahrhunderts, auch bekannt als Alles in Schlagsahne, OT: The Battle of the Century) ist ein Slapstick-Kurzfilm mit Laurel und Hardy. Der Stummfilm liegt heute nicht mehr ganz vollständig vor. Regie führte Clyde Bruckman. Im Jahr 2020 erfolgte die Aufnahme in das National Film Registry.

## Handlung
Stan und Oliver versuchen das große Geld im Boxring zu machen. Der schmächtige Stan tritt als Canvasback Clump gegen den Profi Thunderclap Callahan an. Zu Beginn sieht es gut für Stan aus. Der Profi hat Probleme mit seinen Handschuhen, doch Stan kann nicht den richtigen Schlag setzen. Durch Zufall bringt er mit einem ungezielten Schlag seinen Kontrahenten in die Seile. Doch Stan kann nicht stillhalten und unterbricht immer wieder das Anzählen des Ringrichters, der ihn in die neutrale Ecke schicken will. Stan versteht das nicht und gerät in einen handfesten Streit mit dem Ringrichter, so dass die Pausenglocke schließlich die Runde beendet. In der zweiten Runde streckt  Callahan Stan mit einem einzigen Schlag nieder. Oliver kann es nicht fassen und fällt in Ohnmacht. Als er wieder zu sich kommt, liegt Stan entspannt im Ring.
Am nächsten Tag verkauft ein Versicherungsagent Stan eine hohe Unfallversicherung. Diese Szene gilt als verschollen. Um schnell an das Geld zu kommen, legt Oliver mehrfach eine Bananenschale für Stan aus. Doch statt diesem rutscht ein Kuchenhändler darauf aus, der sich anschließend an Oliver rächt, indem er ihm eine Torte ins Gesicht drückt.  Danach entwickelt sich in kurzer Zeit eine Tortenschlacht ungekannten Ausmaßes. Am Ende erscheint ein Polizist auf der Bildfläche, der sich nach dem Urheber des Chaos erkundigt. Stan und Ollie tun jedoch unwissend, bis der Polizist eine Torte ins Gesicht bekommt und daraufhin die beiden Protagonisten verfolgt. Auch diese Szene galt bisher als verschollen.

## Hintergrund
Der Kurzfilm wurde vom 5. bis zum 13. Oktober 1927 gefilmt und wurde bis zum 12. November geschnitten. Die Tortenschlacht, ein klassisches Motiv des Slapstickfilms vor allem der 1910er Jahre, hält den Rekord für die meisten verwendeten Torten der Filmgeschichte und schaffte es damit ins Guinness-Buch der Rekorde. Insgesamt sollen 3.000 Torten verwendet worden sein. Es handelte sich um die gesamte Tagesproduktion einer Großbäckerei von Los Angeles.
Anita Garvin, die eine Frau spielt, die auf einer Torte ausrutscht, drehte ihren Part in einer Drehpause des Films Never the Dames Shall Meet, der zur gleichen Zeit gedreht wurde.
Lou Costello, der später als Teil des Komikerduos Abbott und Costello ebenfalls berühmt wurde, hat eine kurze Statistenrolle in der Boxkampf-Szene.

## Aktueller Status des Films
Eine ganze Zeit lang galt der Film als verschollen, später war nur die für den Kompilationsfilm The Golden Age of Comedy zusammengeschnittene Version der Tortenschlacht überliefert, bis schließlich auch der Anfang des Films mit dem kompletten Boxkampf gefunden wurde. Seit 1928 ungesehen sind der Verkauf der Versicherungspolice durch Eugene Pallette sowie Teile der Tortenschlacht inklusive des Endgags mit dem Polizisten. Im Juni 2015 wurde jedoch publik, dass die komplette zweite Rolle des Films im Nachlass des 2004 verstorbenen Filmsammlers Gordon Berkow entdeckt wurde. Laut Aussage des Finders Jon Mirsalis beginnt sie mit unbekannten Gags („a whole set of gags“), die dann zur bekannten, aber nunmehr komplett erhaltenen Tortenschlacht führen.

## Veröffentlichung
Im Sommer 1988 wurde der Film vom Stuttgarter Filmverleih Kinowelt, ergänzt um einige Standfotos, erneut in die Kinos gebracht. Er ist heute auf der DVD Dick und Doof machen eine Landpartie zusammen mit Dick und Doof machen eine Landpartie, In einem Bett, Das große Geschäft und Nur mit Lachgas erhältlich.

## Kritiken
Hellmuth Karasek bezeichnete den Film 1988 im Spiegel als „der größte Sahnetorten-Film aller Zeiten“.

„Eine Lawine wurde kunstvoll ins Rollen gebracht, eine Orgie der Destruktion, kindliche Zerstörungswut und kindisch ungehemmte Schadenfreude auf die Spitze getrieben. Daß es immer wieder Unschuldige erwischte, den Mann mit dem geöffneten Mund auf dem Zahnarztstuhl zum Beispiel, sie zu wütenden Mitkämpfern verwandelte, vergrößerte ständig das gigantisch wachsende Vergnügen. (…) Eine Sahnetortenschlacht, so meisterhaft aufgebaut und gesteigert wie diese Kalorien-Ketten-Reaktion (Henry Miller: "Der größte Groteskfilm, der je gedreht wurde"), ist ja nichts weniger als ein sinnloses Geballere. Da werden sämtliche Regeln des exakten Timing strikt befolgt.“